# El Sartorio
El Sartorio, también conocida como El Satario, es una película pornográfica argentina realizada en 1907, considerada como la primera película de ese género realizada en el país, y como una de las primeras (o más antiguas) a nivel mundial. Es también el primer film argentino en mostrar los genitales en primeros planos.

## Argumento
Seis jóvenes mujeres desnudas, aparentemente ninfas, juegan, corren y comen a la vera de un río. Aparece un fauno (un hombre caracterizado con un disfraz solamente en la cabeza: con peluca, cuernos, grandes bigotes y barba), quien las ve jugar a "la ronda" y se les aproxima. Las mujeres se espantan y el fauno las persigue; una de ellas tropieza y es alcanzada por este diablo, que se la lleva alzada y medio desmayada a otro sitio del bosque, donde tiene sexo con ella, de variadas formas y en aparente consentimiento de la mujer, por lo que se muestran escenas muy explícitas. Al final del acto sexual la pareja termina recostada y adormilada en el pasto. Las otras cinco mujeres, que habían huido, regresan desnudas, y encuentran a la pareja junta dormitando en el suelo, por lo que espantan al fauno con varillas y "rescatan" a la mujer.

## Producción
El cortometraje está considerado uno de los primeros filmes pornográficos del mundo. Fue filmado en blanco y negro, en la vera de algún río, posiblemente el Río de la Plata o el Paraná. Otro autor afirma que el corto se filmó en Cuba en los años 1930. También se afirma que se trata de una parodia del ballet La siesta de un fauno, de Vaslav Nijinsky.